# Imperium Europa
Imperium Europa este un partid politic de extremă dreapta înființat în anul 2000 de Normal Lowell. Scopul principal al acestuia este unirea tuturor statelor europene într-o singură entitate politică.

## Programul partidului
Obiectivul principal al partidului este să-i unească pe toți nativii europeni sub același steag, de aici și numele Imperium Europa. Acest plan ar conduce la o „legătură între europeni construită pe spiritualitate și rasă, cultivată prin cultură, protejată de politică și impusă de elite”.

### Reformă instituțională
Partidul militează pentru un guvern temporar de uniune națională, un sistem dual constituit din elemente elitiste și democratice care să protejeze minoritatea elitistă și să permită concomitent libertate democratică. După ce populația votează președintele, acesta va alege specialiști din fiecare domeniu pentru a forma un cabinet tehnocrat, identic cu cel format de Lamberto Dini în Italia în 1995.
În același timp, parlamentul va informa națiunea cu privire la politicile cabinetului și va lua în considerare comentariile societății. După patru ani, se va stabili printr-un referendum dacă poporul acceptă acest sistem sau își doresc democrația reprezentativă. În cazul primei variante, președintele și tehnocrații vor rămâne la putere pentru încă cinci ani, iar parlamentul va fi dizolvat și parlamentarii se vor pensiona.

## Parlamentul European
Norman Lowell a reprezentat candidatul partidului la primele alegeri din Parlamentul European organizate în Malta pe 12 iunie 2004. Acesta a obținut 1.603 voturi dintr-un total de 250.691 (0.64%). În alegerile din 2009, Lowell a obținut 3.359 de voturi. După o nouă candidatură în 2014, a obținut 7.000 de voturi.